# St. Peter und Paul (Unterkienberg)
Koordinaten: 48° 26′ 15,3″ N, 11° 34′ 55,6″ O
Die Filialkirche St. Peter und Paul ist die römisch-katholische Dorfkirche des Ortsteils Unterkienberg in der Gemeinde Allershausen in Oberbayern. Sie ist der älteste Kirchenbau in der Pfarrei Allershausen. Die Kirchenpatrone sind die beiden Apostel Simon Petrus und Paulus.

## Geschichte
Der Ursprung des Baus ist urkundlich nicht gesichert. Von einer vom Freisinger Bischof Hitto im Jahr 820 geweihten Kirche wird angenommen, dass es sich entweder um die Kirche in Unterkienberg oder den Bau in Walterskirchen handelt.
Der Friedhof der Kirche entstand erst nach 1315, da die Kirche in der Konradinischen Matrikel noch ohne einen solchen aufgeführt wird.
Die heutige Kirche St. Peter und Paul ist ein im Kern mittelalterlicher Saalbau, im frühen 17. Jahrhundert erfolgte eine barocke Umgestaltung. Der Turm mit Zwiebelhaube stammt von um 1700.
Bei einer umfassenden Restaurierung 1856 erhielt die Kirche drei neue Altäre. Der Hauptaltar zeigt den Patron des Erzbistums München und Freising, den heiligen Korbinian. Die beiden Seitenaltäre sind mit Figuren der Apostel Simon Petrus und Paulus geschmückt.

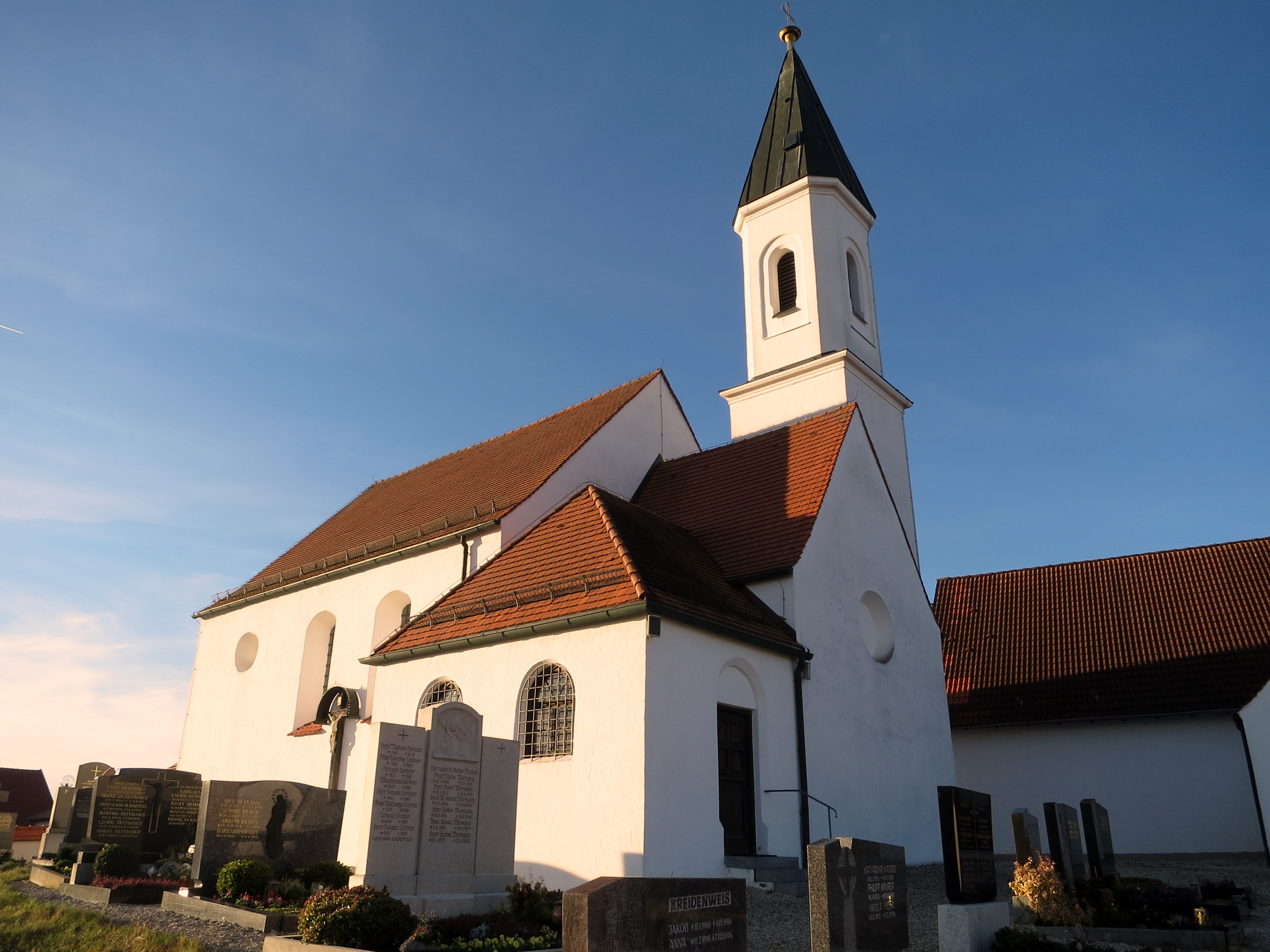
St. Peter und Paul, Filialkirche in Unterkienberg
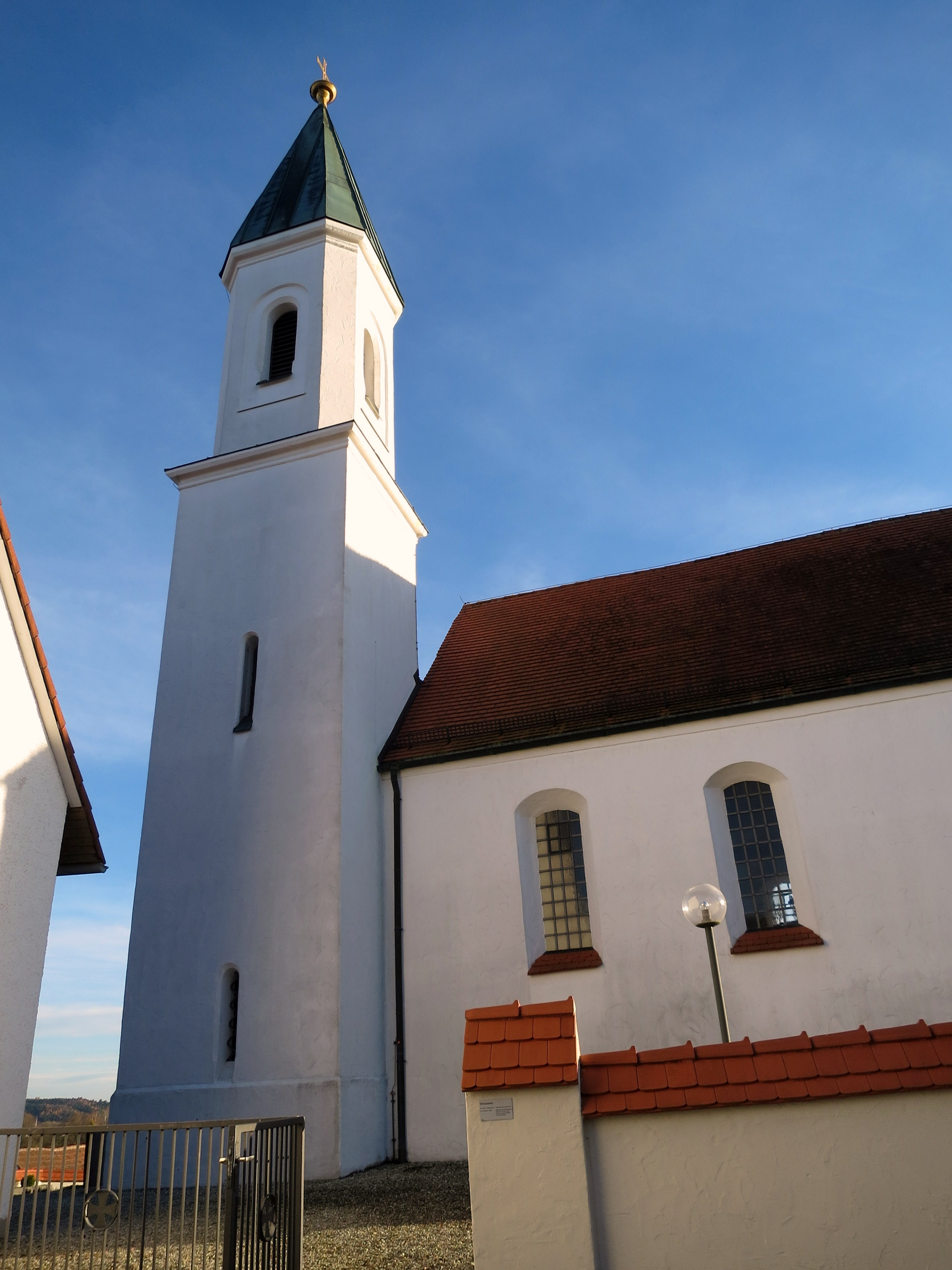
Der Turm der Filialkirche
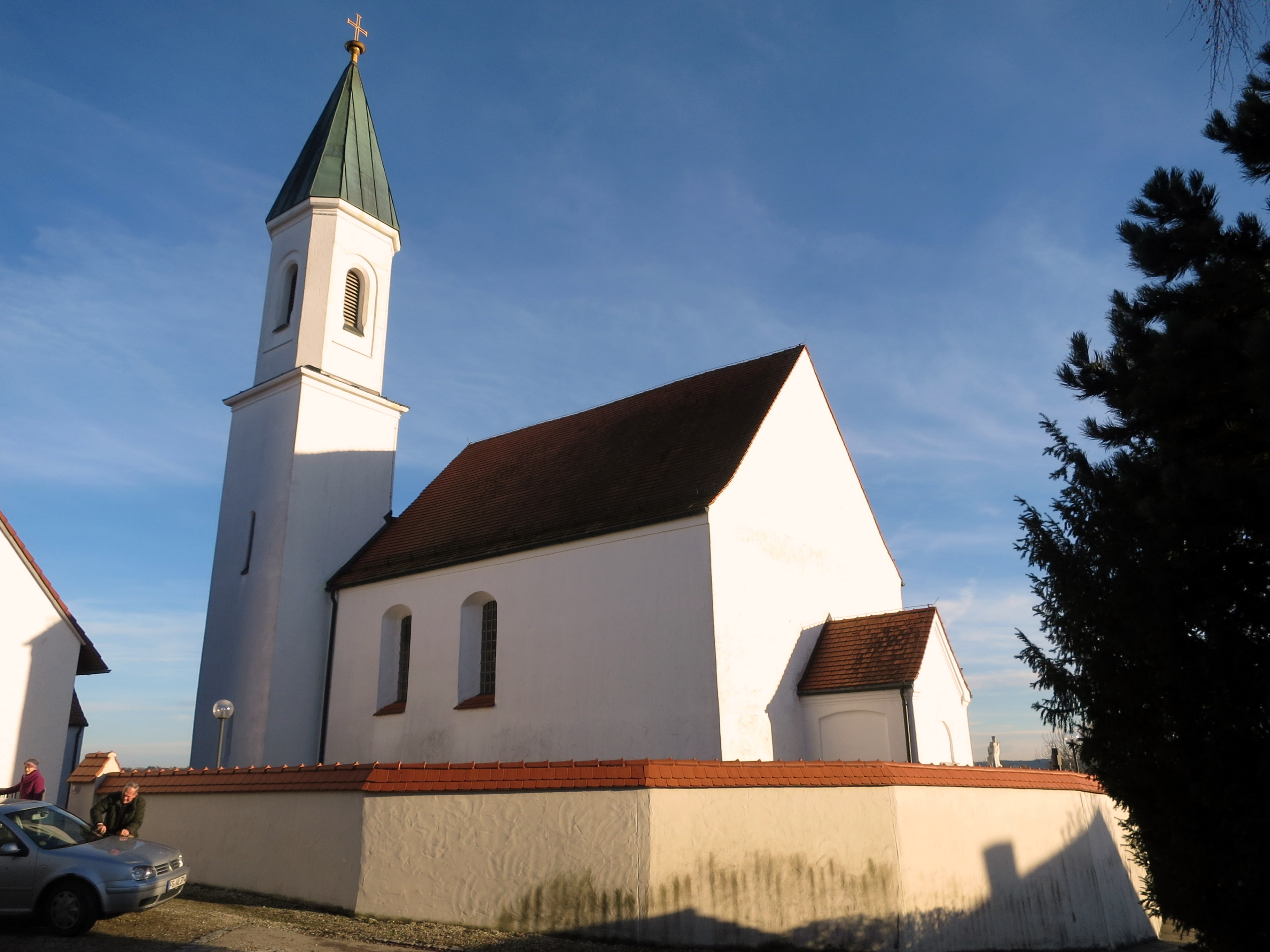
Der kleine Friedhof von Unterkienberg